# Juana Elbein dos Santos
Juana Elbein dos Santos é antropóloga e coordenadora geral da Sociedade de Estudos da Cultura Negra no Brasil - SECNEB. Seu livro Os Nàgô E A Morte: Pàde, Àsèsè e o Culto Égun na Bahia foi tese de doutorado em etnologia na Universidade de Sorbonne em 1972, traduzido para o português pela Universidade Federal da Bahia.[carece de fontes?]
Foi esposa de Mestre Didi por meio século.

## Obra
- Os Nàgô e a morte: Pàde, Àsèsè e o culto Égun na Bahia, Juana Elbein dos Santos, Vozes, 1993
- O Iko nos ritos de possessão de Obaluaiye na Bahia, Juana Elbein dos Santos, Mestre Didi, éditeur inconnu, 1968
- O culto dos Égun na Bahia, Juana Elbein dos Santos, Mestre Didi, éditeur inconnu, 1969
- Sángò - Juana Elbein dos Santos, Deoscoredes Maximiliano dos Santos, Corrupio, 2016

## Citação
- Dicionário literário afro-brasileiro, Por Nei Lopes